# Şehzade Halil
Şehzade Halil (1347-1362; turco otomano:شاھزادہ خلیل) fue un príncipe otomano, hijo de Orhan I, segundo bey del beylicato otomano, y Teodora Cantacuceno, hija del emperador bizantino Juan VI Cantacuceno e Irene Asanina. Su secuestro fue un acontecimiento importante en las relaciones otomanas-bizantinas del XIV. Fue ejecutado por su medio hermano Murad I.

## Secuestro
A mediados del siglo XIV, la piratería a lo largo de las costas del mar Egeo y del mar de Mármara estaba muy extendida. Los piratas solían secuestrar personas para pedir rescate. En 1357, secuestraron a Halil cerca de İzmit (antigua Nikomedia) en la costa de Mármara. No se sabe si conocían de antemano la identidad de su presa, pero al enterarse, escaparon a Focea (la actual Foça) en la costa egea. Focea era un fuerte bizantino recientemente capturado a la República de Génova y comandado por León Caloteto. Orhan apeló al emperador bizantino Andrónico IV Paleólogo para que rescatara a su hijo. Ofreció cancelar las deudas bizantinas y prometió no apoyar las reclamaciones de la familia Cantacuceno al trono bizantino. Andrónico aceptó e intentó rescatar a Halil, pero León se mostró reacio y en 1358 Andrónico tuvo que sitiar Focea con una pequeña flota de tres navíos (cuyos gastos fueron pagados por Orhan). También llamó a Ilyas Bey, gobernante de Saruhan (un pequeño beylik turcomano en Anatolia occidental formado tras la desintegración del Sultanato de Rum), para una operación conjunta contra Focea. Sin embargo, Ilyas estaba jugando en ambos bandos y planeaba secuestrar a Andrónico durante una partida de caza. No obstante, Andrónico pudo impedir sus planes arrestándolo. Sin la colaboración de Saruhan, levantó el asedio. Tras el fracaso de las operaciones de 1358, Orhan llegó a Scutari (la moderna Üsküdar) en la costa asiática del Bósforo para conversar y aceptó pagar treinta mil ducados como rescate. En 1359, Halil fue liberado.

## Consecuencias
Como parte del acuerdo, Halil se comprometió con su prima hermana, Irene Paleóloga, hija de 10 años de Juan V Paleólogo. El príncipe otomano y la princesa bizantina se casaron posteriormente y tuvieron dos hijos. Dado que el hermano mayor de Halil, Solimán Pachá, ya había fallecido, la familia Paleólogo esperaba verlo como el nuevo gobernante del beylik otomano. Pero para su consternación, tras la muerte de Orhan, el hermano de Halil, Murad I, fue entronizado como el nuevo bey. Aunque Halil intentó luchar por el trono, fue ejecutado en 1362 por su hermano.

## Descendencia
Con su esposa tuvo dos hijos:
- Gündüz Bey (1361-1362), ejecutado por Murad I;
- Ömer Bey (1362-1362), ejecutado por Murad I.